# Iniciador radical
Em química, um iniciador radical é uma substância que pode produzir espécies radicais sob condições suaves e promover reações radicais. Essas substâncias geralmente possuem ligações fracas — ligações que têm pequena energia de dissociação de ligação. Iniciadores radicais são utilizados em processos industriais tais como síntese de polímeros. Exemplos simples são moléculas de halógenos, azo-compostos e peróxidos orgânicos e inorgânicos.

## Principais tipos de reação de iniciação
- Halogênios sofrem a fissão homolítica de forma relativamente fácil. Cloro, por exemplo, produz dois radicais cloro (Cl•) por irradiação com luz ultravioleta. Este processo é usado para cloração de alcanos.

- Azo-compostos (R-N=N-R') podem ser os precursores de dois radicais centrados em carbono (R• and R'•) e gás nitrogênio sob aquecimento e/ou por irradiação. Por exemplo, AIBN e ABCN produzem radicais isobutironitrila e cicloexanocarbonitrila, respectivamente.

- Cada peróxido orgânico tem uma ligação peróxido (-O-O-), a qual é rapidamente clivada resultando em dois radicais centrados em oxigênio. Os radicais oxilo são instáveis e acredita-se que se transformem nos relativamente estáveis radicais centrados em carbono. Por exemplo, peróxido de di-tert-butila (tBuOOtBu) resulta em dois radicais t-butóxi (tBuO•) e os radicais tornam-se radicais metilo (CH3•) com a perda de acetona. Peróxido de benzoílo ((PhCOO)2) gera radicais benzoiloxil (PhCOO•), cada um dos quais perdendo dióxido de carbono para ser convertido em um radical fenila  (Ph•). Peróxido de metiletil cetona é também comum, e peróxido de acetona é também usado em raras ocasiões como um iniciador radical.

- Peróxidos inorgânicos têm função análoga a peróxidos orgânicos. Muitos polímeros são frequentemente produzidos dos alquenos sob iniciação com sais peroxidissulfato. Em solução, peroxidissulfato dissocia-se resultando em radicais sulfato:[3]

 [O3SO-OSO3]2−    2 [SO4]−
O radical sulfato adiciona-se a um alqueno formando radicais éster sulfatos, por exemplo .CHPhCH2OSO3−, que adicionam posteriormente alquenos via formação de ligações C-C. Muitos polímeros de estirenos e fluoroalquenos são produzidos desta maneira.
- Em polimerização radical por transferência de átomos (ATRP, atom transfer radical polymerization) haletos de carbono geram reversivelmente radicais orgânicos na presença de catalisador de metal de transição.

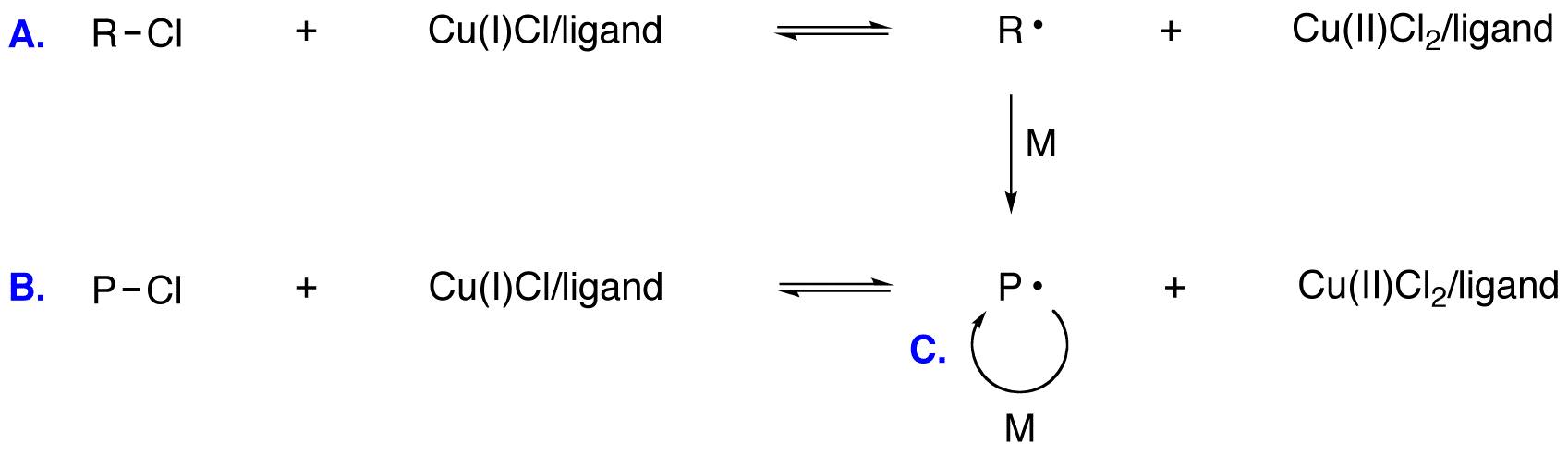
Reação ATRP geral. A. Iniciação. B. Equilíbrio com espécies dormentes. C.Propagação

Uma patente japonesa que descreveu a síntese de diacilo di-imidas alifáticas sugere que estes compostos são iniciadores de polimerização úteis.

## Segurança
Frequentemente alguns iniciadores radicais tais como azo-compostos e peróxidos podem detonar em altas temperaturas, portanto devem ser estocados resfriados.